# Up for It
Up for It är ett musikalbum av Keith Jarrett Trio utgivet 2003 av ECM Records. Trion firade i och med detta album 20-årsjubileum. 1983 gavs deras debutalbum Standards ut.

## Låtlista
1. If I Were a Bell (Frank Loesser) – 11:45
2. Butch & Butch (Oliver Nelson) – 7:26
3. My Funny Valentine (Richard Rodgers/Lorenz Hart) – 11:11
4. Scrapple from the Apple (Charlie Parker) – 9:42
5. Someday My Prince Will Come (Frank Churchill/Larry Morey) – 9:18
6. Two Degrees East, Three Degrees West (John Lewis) – 6:49
7. Autumn Leaves / Up for It (Joseph Kosma/Jacques Prévert/Johnny Mercer/Keith Jarrett) – 16:58

## Keith Jarrett Trio
- Keith Jarrett – piano
- Gary Peacock – kontrabas
- Jack DeJohnette – trummor

## Listplaceringar
| Lista (2003) | Topplacering |
| ------------ | ------------ |
| Sverige      | 30           |